# 西域若花鱂
西域若花鱂為輻鰭魚綱鯉齒目鯉齒亞目花鳉科的其中一種，分布於北美洲美國新墨西哥州Gila河至墨西哥西部的淡水流域，體長可達6公分，棲息在植被生長的淺水溪流、水塘，屬肉食性，生活習性不明。

## 擴展閱讀
維基物種上的相關：西域若花鱂